# Hrašćina
Hrašćina je općina u Hrvatskoj, u Krapinsko-zagorskoj županiji.

## Zemljopis
Općina je smještena u sjeveroistočnom dijelu Krapinsko-zagorske županije na granici Varaždinske i Zagrebačke županije. Većina stanovnika živi u 8 većih sela – Vrbovo, Gornjaki, Hrašćina, Trgovišče, Domovec, Maretić, Jarek i Kraljevec.
Vrbovo je veće selo smješteno u jugoistočnom dijelu općine. Nekada je imalo osnovnu školu (1. – 4. razred) i vlastito dobrovoljno vatrogasno društvo. Selo sačinjava skupina zaselaka: Beseki, Markovići, Pugari, Strugleci, Bortijeki, Pereglini, Granoše, Čački, Piceki, Petrinići, Maltari, Prelogi, Keščeci, Đurini, Imbrije i okolna domaćinstva. U selu ima ima nekoliko sakralnih spomenika.
Gornjaki je selo smješteno uz rub općine koja graniči s Varaždinskom županijom. Selo sačinjava skupina zaselaka: Ruseki, Brckani, Huciki, Cimići, Futači, Starinci, Trontli, Kataneki i Žunci. Selo Gornjaki ima dva najveća vinograda na području županije s ukupno zasađenih preko 55 tisuča čokota. Od vinskih sorti najpoznatije su: sivi pinot, rajnski rizling i frankovka. Vinograd Preše i dio oko njega ima veliku perspektivu za razvoj turizma jer se nalazi na geografski najljepšom djelu Općine iz koje se pruža pogled po velikom dijelu Hrvatskog zagorja.

## Stanovništvo
Po popisu stanovništva iz 2001. godine, općina Hrašćina imala je 1826 stanovnika, raspoređenih u 10 naselja:
- Domovec – 136
- Donji Kraljevec – 139
- Gornjaki – 159
- Gornji Kraljevec – 406
- Hrašćina – 115
- Husinec – 104
- Jarek Habekov – 183
- Maretić – 168
- Trgovišće – 68
- Vrbovo – 348

U općini obitava ruralno stanovništvo pretežno starije životne dobi. Po nacionalnosti su svi Hrvati.
| broj stanovnika | 1154  | 1575  | 1786  | 2093  | 2649  | 3126  | 3163  | 3604  | 3556  | 3548  | 3238  | 2887  | 2375  | 2061  | 1826  | 1617  | 1388  |
|                 | 1857. | 1869. | 1880. | 1890. | 1900. | 1910. | 1921. | 1931. | 1948. | 1953. | 1961. | 1971. | 1981. | 1991. | 2001. | 2011. | 2021. |

| broj stanovnika | 126   | 158   | 191   | 213   | 237   | 247   | 241   | 284   | 248   | 236   | 213   | 189   | 165   | 138   | 115   | 104   | 76    |
|                 | 1857. | 1869. | 1880. | 1890. | 1900. | 1910. | 1921. | 1931. | 1948. | 1953. | 1961. | 1971. | 1981. | 1991. | 2001. | 2011. | 2021. |

## Uprava
Načelnik općine je Branko Tukač. Općinsko vijeće ima 11 mjesta. U trenutnom mandatu HSS ima 5 vijećnika, HDZ 4 te HNS 2 vijećnika.

## Povijest
Hrašćina je u povijesti astronomije poznata po Hrašćinskom meteoritu, prvom padu meteorita kojem je 26. svibnja 1751. svjedočio veći broj ljudi i kojim je po prvi put dokazano da kamenje zaista može "pasti s neba".

## Spomenici i znamenitosti
U općini se nalaze tri crkve. Glavna crkva je Crkva sv. Nikole. Druge dvije su kapelice. Jedna se nalazi u Trgovišću Kapela Majke Božje od sedam žalosti, s oltarima sv. Ane i sv. Stjepana, a druga se nalazi u Vrbovu, a njezina zaštitnica je sveta Barbara, zaštitnica rudara.
- Kulturno-povijesna cjelina Hrašćina, zaštićeno kulturno dobro

## Obrazovanje
- Osnovna škola "Vladimir Nazor" Budinščina, Područna škola Hrašćina (1. – 8. razred)

## Kultura
- Kulturno-umjetničko društvo "Meteor"
- Dobrovoljno vatrogasno društvo "Hrašćina"
- Lovačko društvo "Srndać"
- Vinarska udruga "Trsek"
- Društvo Naša djeca Hrašćina
- Klub ljubitelja zavičajne baštine Hrašćina

## Šport
U Hrašćini je najrazvijenije streljaštvo (glineni golubovi), gdje članovi LU "Srndać" postižu dobre rezultate na općinskim, županijskim te državnim natjecanjima.[nedostaje izvor]

## Vanjske poveznice
Službene stranice